# Markowo (obwód Szumen)
Markowo (bułg. Марково) – wieś w Bułgarii, w obwodzie Szumen, w gminie Kaspiczan. W 2024 roku liczyła 733 mieszkańców.